# 68e méridien est
En géographie, le 68e méridien est est le méridien joignant les points de la surface de la Terre dont la longitude est égale à 68° est.

## Géographie

### Dimensions
Comme tous les autres méridiens, la longueur du 68e méridien correspond à une demi-circonférence terrestre, soit 20 003,932 km. Au niveau de l'équateur, il est distant du méridien de Greenwich de 7 570 km,.
Avec le 112e méridien ouest, il forme un grand cercle passant par les pôles géographiques terrestres.

### Régions traversées
En commençant par le pôle Nord et descendant vers le sud au pôle Sud, Le 68e méridien est passé par :
| Coordonnées          | Pays, territoire ou mer | Notes |
| -------------------- | ----------------------- | --- |
| 90° 00′ N, 68° 00′ E | Océan Arctique          | |
| 81° 00′ N, 68° 00′ E | Mer de Barents          | |
| 77° 00′ N, 68° 00′ E | Russie                  | Île Severny, Nouvelle-Zemble                                                                                   |
| 76° 14′ N, 68° 00′ E | Mer de Kara             | |
| 71° 31′ N, 68° 00′ E | Russie                  | Péninsule de Yamal                                                                                             |
| 69° 28′ N, 68° 00′ E | Mer de Kara             | Baie Baïdaratskaïa                                                                                             |
| 68° 25′ N, 68° 00′ E | Russie                  | |
| 54° 57′ N, 68° 00′ E | Kazakhstan              | |
| 41° 02′ N, 68° 00′ E | Ouzbékistan             | |
| 40° 51′ N, 68° 00′ E | Kazakhstan              | Sur environ 6 km                                                                                               |
| 40° 48′ N, 68° 00′ E | Ouzbékistan             | |
| 39° 36′ N, 68° 00′ E | Tadjikistan             | |
| 39° 01′ N, 68° 00′ E | Ouzbékistan             | |
| 37° 42′ N, 68° 00′ E | Tadjikistan             | |
| 36° 56′ N, 68° 00′ E | Afghanistan             | |
| 31° 39′ N, 68° 00′ E | Pakistan                | Baloutchistan Sindh                                                                                            |
| 23° 47′ N, 68° 00′ E | Océan Indien            | Passe juste à l'ouest de P Point le plus occidental de l'Inde près de Ghuar Mota Inde (à 23° 43′ N, 68° 02′ E) |
| 60° 00′ S, 68° 00′ E | Océan Austral           | |
| 67° 51′ S, 68° 00′ E | Antarctique             | Territoire Antarctique australien, Revendications territoriales en Antarctique revendiqués par l' Australie    |